# 柳ヶ瀬線
柳ヶ瀬線（やながせせん）は、かつて滋賀県伊香郡木之本町（現・長浜市）の木ノ本駅と福井県敦賀市の敦賀駅を結んでいた、日本国有鉄道（国鉄）の鉄道路線である。
北陸本線として開業した路線のうち、輸送力強化による経路変更で残された区間を、地域輸送のため支線として残したものである。

## 路線データ
- 路線距離（営業キロ）：26.1 km
- 軌間：1,067 mm
- 駅数：7駅（起終点駅含む）、1信号場
- 複線区間：なし（全線単線）
- 電化区間：なし（全線非電化）

## 歴史

### 前史
近江盆地と若狭、越前間の交通、物資輸送は古来よりその重要さにもかかわらず分厚い山脈に阻まれ、有数の豪雪地帯でもあることから難渋をきわめ、日本海を大回りする海上輸送に頼らざるを得なかった。笙の川水系を介して敦賀湾 - 琵琶湖を短絡する運河の開削も検討されたが、大掛かりな土木工事や予算、技術などを考え合わせても、非現実的な構想に過ぎなかった。そうした問題を一気に克服する手段が鉄道であった。

### 開業まで
東西両京を結ぶ中山道幹線の工事が、琵琶湖の水運をはさみ、大津 - 神戸間と長浜 - 岐阜間（資材輸送のため名古屋を経て武豊までの支線も敷設され、後の計画変更で中山道幹線から東海道幹線となる）でまず開始されるが、すぐ敦賀までの延伸計画が議題に上った。1876年（明治9年）4月技師長V.ボイルの名による「西京－敦賀間ならびに中仙道および尾張線の明細測量に基づきたる上告書」によると当初は高月から木ノ本を経由せず西に折れ、西山から塩津村（現近江塩津駅よりも南方）、深坂峠、新道、麻生を経て疋田に抜ける路線が検討されたが、一向に認可が下りない。予算の都合もあったが1880年（明治13年）1月に柳ヶ瀬経由に変更した案を諮り2月にようやく認可。現地を調査し変更案を策定したのは井上勝鉄道頭である。この理由としては、塩津村経由よりも勾配が緩やかであること、中之郷、柳ヶ瀬、雁ヶ谷は栃ノ木峠を越え今庄村へと続く北国街道沿いの宿場町であり、沿線村落の需要も見込めたこと、さらには椿坂から今庄までの連絡線をも敷設するもくろみもあったと言われる。
かような様々な観点から決定した路線ではあるが、それでも雁ヶ谷 - 刀根村には長大トンネルを掘る必要があり、イギリス人技師ウィンボルトの測量を経て、日本初のダイナマイト掘削になった。42万5千円の工費を投じ完成。全長1352mと当時としては日本最長であり、外国人の技術を離れ、日本人だけで完成したトンネルとして誇っていたこの柳ヶ瀬トンネルは日本の鉄道黎明期であったため、断面が小さく傾斜も急であるなど、運転上の制約をもたらした。
生野銀山や石見銀山の坑夫が多数動員され、手掘で速度は1日1-1.5mほど、削岩機や空気圧縮機も併用。断面積は国鉄一号形トンネルの71%に過ぎない。腰までが石積みでその上はレンガのアーチとなっていた（現在は壁の石と煉瓦積みの一部をコンクリート巻（セメントのモルタル吹付け）にして待避所、蛍光灯、信号機を設け一般車の通行に供用している）。
路線全工費は150万円で建設工事は4区に分けられ、最大の難所である柳ヶ瀬トンネルは実績のあった藤田組が担当。また鹿島組も新規参入し、鉄道工事では新顔ということもあって、中之郷 - 柳ヶ瀬間と刀根 - 疋田間の比較的簡単な土木工事を受注したが、以降鉄道関連の土木事業に進出することとなる。

### 開業後の事故多発
こうして全通した木ノ本 - 敦賀港間は本線として、また、大陸連絡の重要路線（敦賀港駅とボート・トレインの記事を参照）として位置づけられるのだが、路線の脆弱さ、地域条件の険しさなどから様々な事件に見舞われる。
- 柳ヶ瀬トンネルは勾配がきつく上り列車がトンネル内で立ち往生、あるいは逆行することがしばしばあり、機関士、乗客の窒息事故が頻繁に起こった。
- 全線を通して雁ヶ谷駅を頂点とする25‰の険しい勾配の線区のため、特に上り方面では一旦止まると蒸気機関車は上り坂では発進できず刀根駅ないしは敦賀駅まで逆戻りしての再発進を余儀なくされた。
- 豪雨の際は雁ヶ谷側で川が氾濫すればその水がトンネルから刀根村側に流れ込み、しばしば洪水になった。
- 豪雪地帯でもあるため、雪崩による事故は毎年のことであった。
- 異常繁殖したヤスデが線路を覆い、機関車が通ると潰れたヤスデから出た体液の油分により空転を起こし、走れなくなる事故もあった。

こうしたことから敦賀機関区（現・敦賀地域鉄道部）は対処する技術の開発を余儀なくされ、それが技術の向上にもつながった。
集煙装置
従来、蒸気機関車の煙突から出る煙はトンネル天井部にぶつかった反動でトンネル断面全体に広がり、これが乗務員の呼吸困難等を引き起こしていた。これを解消するため、煙突にかぶせた煙を後方に送る鉄製の箱が集煙装置である。煙突からの煙は、地上区間では今までどおり上方に排気されるが、トンネル内では集煙装置上方のシャッターを閉じ、煙を装置後方の排気口からトンネル天井に沿った形（機関車の上を通過する形）で排気する。この装置の効果は絶大で乗務員からも非常に好評だったため、敦賀式集煙装置と呼ばれその後、日本全国のトンネルの多い勾配区間を走行する機関車に広まった。考案者は、1952年当時の敦賀機関区長、増田栄である。
重油併燃装置
この時代、あまり良質の石炭は供給されず泥炭もしくはそれに近い低質炭と呼ばれるものが主として使われた。これらの石炭は通常のものと比べて燃焼火力が不足気味であり、また石炭の供給不足をも補うため、ボイラー上部に設置された重油タンクから供給される重油を火室内に噴霧・燃焼することにより、火力を向上させると共に煤煙を減少させる仕組みが考案された。重油併燃装置は機関助手の投炭作業の軽減にも役立ったため、勾配区間の多い線区や機関車の出力を要求される線区に広く採用された。
隧道幕
雁ヶ谷ポータルに開閉式の幕（帆布製生地で肋骨板にマニラロープを横に数条通したもの）を設け、機関車がトンネル内に入ると幕を閉め、上方に設けた排煙装置から煤煙を排出する仕組み。幕を閉じることによってトンネル入り口からの空気の供給が絶たれ、列車の後方が気圧の低い状態となるため、通常は列車にまとわりつくように動いていた煙が列車後方に吸い出されるようになる。列車後方に残された煙は排煙装置から排出され、次の列車がトンネルに進入する際に煙が残らないようにされた。
運転室換気装置
地上近くの清浄な空気を圧縮し機関車運転室に送り換気を促進するもの。具体的にはブレーキ用の圧縮空気を機関士の足元付近のパイプ内に噴射し、その導引カによって炭水車後部下辺からトンネル内の低部の新鮮な空気を取り込む装置（炭水車の水の中をパイプで通る時に冷やされてくる）である。それでも機関士は濡れタオルを口に巻いて運転していた。
貨物輸送に関しては、高月、木ノ本、敦賀、今庄各駅で編成を分割・統合していた。補機の付け替えは中ノ郷・敦賀・今庄で行われた。
やがて、強力なディーゼル機関車・電気機関車が主力となり、蒸気機関車の時代は終わった。

### 新線検討
1928年（昭和3年）12月に柳ヶ瀬トンネル内で延べ5名が窒息死する事故（北陸線柳ヶ瀬トンネル窒息事故）が起きた。
窒息事故はしばしば起こっていたが、この時は未明に雪も止み、低温で線路が凍結していたため、疋田駅を過ぎる辺りから車輪の空転が激しくなり速度はかなり落ちていたという。45両の貨物編成が雁ヶ谷口手前約30mのところで遂に発進不能になってしまい、異変に気づいた後続補機の乗務員が本機乗務員の救助に向かったが彼らもまた窒息、なんとか2名が雁ヶ谷口まで這い出した。そこで雁ヶ谷信号場で待機していた下り列車の機関士が異変に気づき、下り機関車を発動し、上り列車を押し出す形で刀根駅まで戻したが、この下り機関車の機関士にも犠牲者が出た。刀根村で介抱し蘇生に努めたがついに叶わなかった。
この惨事を鑑み、国鉄は隧道幕、集煙装置設置など対策を施し始める（1933年設置）と共に、深坂トンネル経由の新線建設を決定した。
1938年（昭和13年）になって新線に着手されたが、第二次世界大戦の戦局悪化に伴い1944年（昭和19年）に工事が中断された。1946年（昭和21年）に再開したものの、1949年（昭和24年）に再中止、1950年（昭和25年）に再着工と中止と再開が繰り返され、1953年（昭和28年）に深坂トンネルは完成したが、前後の取り付け工事がこの時点で終わっていなかった。
深坂トンネルの新疋田側坑口から敦賀まではなお87メートルの標高差があり、そのままでは目標とする10パーミル勾配に抑えることが難しかった。そこで登り勾配となる上り線に対してのみループ線を設けて10パーミル勾配に抑えて新疋田に取り付き、下り勾配の下り線は25パーミル勾配で従来の線路に取り付いて敦賀へ向かう構想とされていた。しかし、上り線用のループ線工事は1953年（昭和28年）に先送りが決定されて中断した。この結果、下り線に使う予定であった25パーミル勾配を用いて従来線に取り付く線路のみが工事されることになった。1957年（昭和32年）10月1日に漸く木ノ本 - 敦賀の新線が開通し（同時に田村 - 敦賀間は交流電化）、旧線は柳ヶ瀬線として分離された。新線と旧線（柳ヶ瀬線）の敦賀側の合流点には鳩原信号場が置かれ、敦賀までの区間の線路を共用した。

### 柳ヶ瀬線時代
支線となった柳ヶ瀬線は一閉塞区間となり、勾配区間用の気動車が導入された。営業成績は営業係数1145前後と非常に悪く、早い段階で廃止が取り沙汰され、それに反対しての国会への存続陳情も度々行われた。路線末期の時点で沿線人口は約5,800人、中ノ郷・柳ケ瀬から木ノ本方面と、刀根・疋田から敦賀方面への通勤通学輸送が利用の中心で1日平均約1,500人の利用であり、県境を越える利用はほとんどなかった。気動車化、駅員無配置化、運転方式簡素化、貨物輸送の集約、不要財産の撤去などの鉄道として最低限度の運行にする合理化が行われてなお、約4,000万円の赤字を計上していた。1960年には、廃止候補の国鉄赤字路線50線の一つに挙げられた。
先送りされていた、新線の上り線に対する勾配を緩和するループ線の工事は1961年（昭和36年）になって再開された。新疋田 - 敦賀を複線化するに際しては、新疋田から鳩原信号場で従来線に合流して敦賀へ向かう線路は下り専用となる。ここで柳ヶ瀬線の運行を継続するためには、巨額の費用を投じて柳ヶ瀬線用の別線路を敷設するのでない限り、北陸本線の下り線に柳ヶ瀬線の上下列車を運転しなければならず、運転保安上の問題になるとともに、北陸本線の線路容量を制約することになる。そこで1963年（昭和38年）9月30日に新疋田 - 敦賀の複線化が完成した際に、敦賀 - 疋田間の柳ヶ瀬線は休止となり、国鉄バス代行とされた。しかしこの措置により柳ヶ瀬線の利用者はさらに激減することになった。
地元では、鳩原信号場 - 敦賀間の1線増設を要求して柳ヶ瀬線の存続を求めたが、これには約5億円の経費が掛かるとして国鉄側は難色を示し、廃止のための交渉が継続された。こうして1964年（昭和39年）5月10日限りで柳ヶ瀬線を全線廃止し、翌5月11日より国鉄バスによる代行輸送が開始された。
柳ヶ瀬トンネル敦賀側ポータルに残存していたかつての洞道西口駅ホーム跡もバス転換の際に撤去され、後に記念碑が建てられた。

### 国鉄バス時代

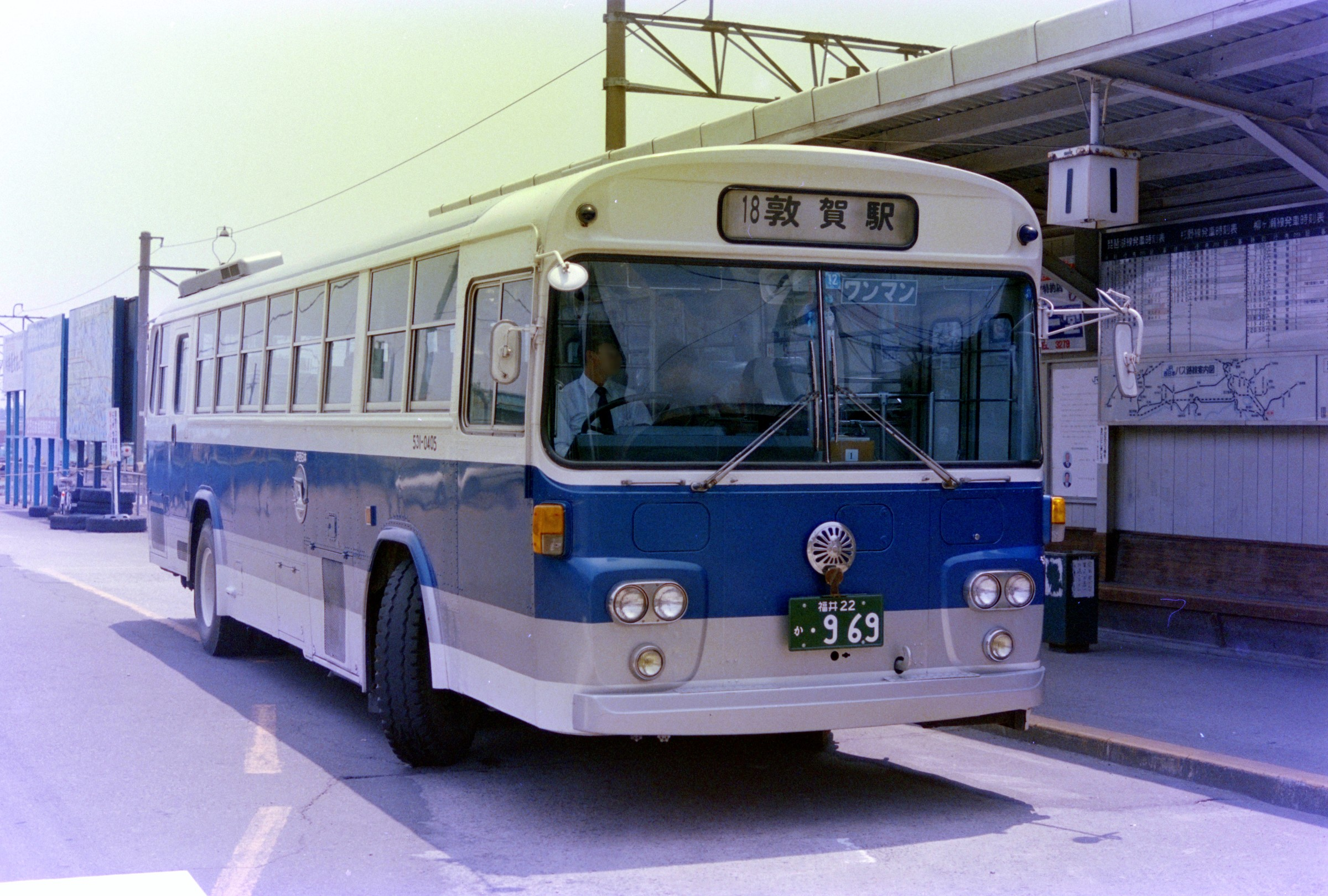
民営化直後の柳ヶ瀬線のバス（1987年・木ノ本駅）

柳ヶ瀬線は国鉄バスに転換後、中ノ郷 - 雁ヶ谷は県道（現・国道365号）に転用され、雁ヶ谷 - 刀根 - 疋田の主立った路盤はバス専用路として使われた。線路を専用道に改修するためには7か月を要するため、暫定措置として一般県道を利用して敦賀側は宮前橋まで、木ノ本側は雁ヶ谷までの折り返し運行を行った。そして9月1日をめどに柳ヶ瀬トンネル改修完了により一般道併用で木ノ本 - 敦賀間直通運行開始、12月1日の専用道完成をもって専用道経由の運行に切り替えるという方式が取られた。
その後北陸自動車道建設時に路盤を提供し、国鉄分割民営化を経て西日本ジェイアールバスに引き継がれるが、沿線の過疎化の進行や利用客のマイカー利用への転移などにより、早い段階で木ノ本 - 敦賀直通路線は廃止。残った木ノ本 - 雁ヶ谷間は湖国バスへ移管後、現在は余呉バスが運行。敦賀 - 雁ヶ谷間はJRバス路線として維持するも（刀根 - 雁ヶ谷間はその1年後に廃止）、路線廃止のため地元のコミュニティバス（きらめきあらち号を経て敦賀市コミュニティバス）に転換された。
柳ヶ瀬トンネルはJR化後に1987年（昭和62年）4月1日から県道敦賀柳ヶ瀬線として一般開放されたが、トンネルは信号機による待時制の一方向通行となり、かつての鉄道時代を偲ばせる。なおトンネル内には国鉄バス専用道化時に離合用の待避設備が新たに設けられた。なお、ここに設置された信号機は赤信号が6分30秒続く。理由は前述の通りの交互通行によるためである。

### 年表
- 1882年（明治15年）3月10日：長浜 - 木ノ本 - 柳ヶ瀬間、洞道口 - 敦賀 - 金ヶ崎間が開業。柳ヶ瀬 - 洞道口間は徒歩連絡。後に柳ヶ瀬線となる区間に木ノ本駅、中ノ郷駅、柳ヶ瀬駅、洞道口駅（後の洞道西口駅）、刀根駅（初代）、麻生口駅、疋田駅、敦賀駅開業。当初は「敦賀線」と呼ばれた。
- 1884年（明治17年）4月16日：柳ヶ瀬 - 洞道西口間延伸開業。洞道西口駅、麻生口駅廃止
- 1885年（明治18年）3月16日：刀根駅（初代）廃止。
- 1909年（明治42年）10月12日：線路名称制定、木ノ本 - 敦賀間は北陸本線の一部となる。
- 1913年（大正2年）4月1日：刀根信号所を開設。
- 1916年（大正5年）12月25日：刀根信号所を駅に変更し刀根駅（2代目）開業。
- 1922年（大正11年）
  - 3月15日 雁ヶ谷信号所を開設。
  - 4月1日：雁ヶ谷信号所を雁ヶ谷信号場に改称。
- 1957年（昭和32年）10月1日：木ノ本 - 近江塩津 - 敦賀間新線開業に伴い、木ノ本 - 柳ヶ瀬 - 敦賀間の旧線を柳ヶ瀬線として分離[16]。
  - 各駅は1面1線化。刀根駅のスイッチバック解消。中ノ郷駅の引き込み線・切り替え設備などが解消されて全線が一閉塞に。雁ヶ谷信号場が駅に変更され雁ヶ谷駅開業。本線との合流地点に鳩原信号場を新設。
- 1963年（昭和38年）10月1日：北陸本線上り線専用となる衣掛隧道ループ線（鳩原ループ線）開通に伴い、北陸本線新疋田 - 敦賀間を本線下り線専用とし、共用していた柳ヶ瀬線疋田 - 敦賀間を休止しバス転換。
- 1964年（昭和39年）5月11日：全線廃止。

## 運行概要
1961年10月1日国鉄ダイヤ改正（通称サンロクトオ）当時
- 列車本数：全線6往復半（付加で休日に上り全線に2本、平日に木ノ本 - 中ノ郷間下り1本設定）。一部は米原駅・彦根駅より直通
- 所要時間：下り42-44分、上り47-54分
- 通常は気動車（主にキハ52形）による1-2両編成。まれにディーゼル機関車（DD50形）による3両の客車列車も設定された。

## 駅一覧
接続路線の事業者名および所在地は柳ヶ瀬線廃止時点のもの。木之本町・余呉村は現・長浜市。
| 駅名       | 営業キロ | 営業キロ | 接続路線                       | 所在地        | 所在地        | 所在地        |
| 駅名       | 駅間     | 累計     | 接続路線                       | 所在地        | 所在地        | 所在地        |
| ---------- | -------- | -------- | ------------------------------ | ------------- | ------------- | ------------- |
| 木ノ本駅   | 0.0      | 0.0      | 日本国有鉄道：北陸本線         | 滋賀県伊香郡  | 木之本町      |               |
| 中ノ郷駅   | 4.6      | 4.6      |                                | 滋賀県伊香郡  | 余呉村        |               |
| 柳ヶ瀬駅   | 4.7      | 9.3      |                                | 滋賀県伊香郡  | 余呉村        |               |
| 雁ヶ谷駅   | 2.1      | 11.4     |                                | 滋賀県伊香郡  | 余呉村        |               |
| 刀根駅     | 3.5      | 14.9     |                                | 福井県 敦賀市 | 福井県 敦賀市 | 福井県 敦賀市 |
| 疋田駅     | 5.4      | 20.3     |                                | 福井県 敦賀市 | 福井県 敦賀市 | 福井県 敦賀市 |
| 鳩原信号場 | 2.7      | 23.0     |                                | 福井県 敦賀市 | 福井県 敦賀市 | 福井県 敦賀市 |
| 敦賀駅     | 3.1      | 26.1     | 日本国有鉄道：北陸本線・小浜線 | 福井県 敦賀市 | 福井県 敦賀市 | 福井県 敦賀市 |

全通前には、柳ヶ瀬線となる区間に以下の駅があった。
- 洞道西口駅：1884年廃止、雁ヶ谷 - 刀根間（柳ヶ瀬から約3.8 km）
- 麻生口駅：1884年廃止、刀根 - 疋田間

## 廃線跡
- 木ノ本 - 新旧分岐点：本線上り線
- 余呉新旧分岐点 - 雁ヶ谷駅：築堤路盤を国道に流用
- 中ノ郷駅跡 - 一部ホーム跡あり。レプリカ駅名標は地名にちなみ駅名ではない中之郷になっている。
- 柳ヶ瀬トンネル両ポータル付近：ほぼそのまま
- 刀根駅付近：北陸自動車道刀根下りPA、刀根集落には駅名標が残され、レールなどの残骸がそこかしこに残存するといわれる。
- 小刀根トンネル付近：ほぼそのまま
- 刀根トンネル：拡幅し県道へ
- 刀根 - 麻生口：県道もしくは農道
- 曾々木トンネル：切り通し化
- 麻生口 - 疋田信号交差点：農道もしくは自然に帰す。疋田鉄橋は消滅。
- 疋田駅付近：疋田駅の周囲は建物が取り囲み直通はできない。融雪溝は残存しているものの上り線及び引き込み線部分は敦賀 - 疋田間休止時に更地化されて連絡バス待機場所に転用された。現在は私有地。疋田駅下りホームは旧愛発児童館。旧駅舎は鮮魚店。
- 疋田新旧分岐点 - 鳩原信号場：ほぼそのまま